# Canton de Saint-Denis-2 (La Réunion)
Pour l’article homonyme, voir Canton de Saint-Denis-2 (Seine-Saint-Denis).
Le canton de Saint-Denis-2 est une circonscription électorale française de l'île de La Réunion, département et région d'outre-mer français de l'océan Indien.

## Histoire
Le canton a été créé par la loi no 49-1102 du 2 août 1949.
Il a été modifié par le décret du 21 avril 1988 créant les cantons de Saint-Denis-5 à Saint-Denis-9.
Un nouveau découpage territorial de la Réunion entre en vigueur à l'occasion des premières élections départementales suivant le décret du 21 février 2014. Les conseillers départementaux sont, à compter de ces élections, élus au scrutin majoritaire binominal mixte. Les électeurs de chaque canton élisent au Conseil départemental, nouvelle appellation du Conseil général, deux membres de sexe différent, qui se présentent en binôme de candidats. Les conseillers départementaux sont élus pour 6 ans au scrutin binominal majoritaire à deux tours, l'accès au second tour nécessitant 12,5 % des inscrits au 1er tour. En outre, la totalité des conseillers départementaux est renouvelée. Ce nouveau mode de scrutin nécessite un redécoupage des cantons dont le nombre est divisé par deux avec arrondi à l'unité impaire supérieure si ce nombre n'est pas entier impair, assorti de conditions de seuils minimaux. À la Réunion, le nombre de cantons passe ainsi de 49 à 25.
Le canton de Saint-Denis-2 est redécoupé par ce décret. Il est entièrement inclus dans l'arrondissement de Saint-Denis. Le bureau centralisateur est situé à Saint-Denis.

## Représentation

### Représentation avant 2015
| Période                                  | Période | Identité           | Étiquette    | Qualité                                                                                               |
| ---------------------------------------- | ------- | ------------------ | ------------ | --- |
| 1958                                     | 1964    | Henri Lapierre     | PCR          | |
| 1964                                     | 1970    | Raymond Paris      | DVD          | |
| 1970                                     | 1982    | Auguste Legros     | UDR puis RPR | Maire de Saint-Denis (1959-1989)                                                                      |
| 1982                                     | 1985    | Éric Boyer         | RPR          | Professeur Sénateur (1992-1996)                                                                       |
| 1985                                     | 1998    | Michel Chan Liat   | DVD          | Médecin Maire-adjoint de Saint-Denis                                                                  |
| 1998                                     | 2002    | René-Paul Victoria | RPR          | Directeur d'école Conseiller régional (1993-1998) Maire de Saint-Denis (2001-2008) Député (2002-2012) |
| 2002                                     | 2004    | Mickaël Nativel    | PS           | Avocat au barreau de Saint-Denis                                                                      |
| 2004                                     | 2011    | Alain Zanéguy      | DVG          | Adjoint spécial de Sainte-Clotilde Vice-président du Conseil général                                  |
| 2011                                     | 2015    | Gérard Françoise   | PS           | Chef de service à Pôle Emploi                                                                         |
| Les données manquantes sont à compléter. |         |                    |              | |

### Représentation depuis 2015
| Période élective | Période élective | Mandat | Mandat   | Identité              | Nuance | Nuance | Qualité |
| ---------------- | ---------------- | ------ | -------- | --------------------- | ------ | ------ | --- |
| 2015             | 2021             | 2015   | 2021     | Nassimah Dindar       |        | UDI    | Professeur Présidente du Conseil départemental (2004-2017) Sénatrice UC (2017-2023) Conseillère municipale de Saint-Denis |
| 2015             | 2021             | 2015   | 2021     | Serge Hoarau          |        | DVD    | Technicien administratif Conseiller municipal de Saint-Denis                                                              |
| 2021             | 2028             | 2021   | en cours | Nassimah Dindar       |        | UDI    | Sénatrice (2017-2023) |
| 2021             | 2028             | 2021   | en cours | Jean-François Hoareau |        | DVG    | Premier adjoint au maire de Saint-Denis                                                                                   |

### Résultats détaillés

#### Élections de mars 2015
Lors des élections départementales de 2015, le binôme composé de Nassimah Dindar et Serge Hoarau (DVD) est élu au premier tour avec 61,03 % des voix. Le taux de participation est de 45,56 % (11 004 votants sur 24 154 inscrits) contre 43,81 % au niveau départemental et 50,17 % au niveau national.

#### Élections de juin 2021
Le premier tour des élections départementales de 2021 est marqué par un très faible taux de participation (33,26 % au niveau national). Dans le canton de Saint-Denis-2 (La Réunion), ce taux de participation est de 38,3 % (9 763 votants sur 25 494 inscrits) contre 36,5 % au niveau départemental. À l'issue de ce premier tour, deux binômes sont en ballottage : Nassimah Dindar et Jean-François Hoareau (Union au centre et à gauche, 46,21 %) et Michel Lagourgue et Kelly Nerina (Union à droite, 22,51 %).

## Composition

### Composition avant 2015
Le canton de Saint-Denis-2 était constitué d'une partie de la commune de Saint-Denis.
Lors du redécoupage de 1988, il s'agissait de la portion du territoire délimitée par, au Nord le rivage de la mer, à l'Ouest la rue des Limites, la rue du Maréchal-Leclerc, la rue de Montreuil, la rue Roland-Garros, la portion du rempart jusqu'aux rampes Ozoux, au Sud la rue du Général-de-Gaulle, la ravine du Butor et son prolongement jusqu'à l'endiguement de la ravine des Patates-à-Durand, le tracé du boulevard Sud jusqu'à l'avenue Stanislas-Gimart, l'avenue Stanislas-Gimart, le boulevard Sud jusqu'à la limite séparative entre Sainte-Clotilde et le Chaudron, à l'Est l'avenue Georges-Pompidou, la ligne de l'avenue Georges-Pompidou traversant la cité Seider en passant derrière le jardin d'enfants des Blocs 200 jusqu'à la limite séparative entre Sainte-Clotilde et le Chaudron, la limite séparative entre Sainte-Clotilde et le Chaudron.

### Composition depuis 2015
| Nom                                 | Code Insee | Intercommunalité                                   | Superficie (km2) | Population (dernière pop. légale)                 | Densité (hab./km2) | Modifier                                    |
| ----------------------------------- | ---------- | -------------------------------------------------- | ---------------- | ------------------------------------------------- | ------------------ | ------------------------------------------- |
| Saint-Denis (bureau centralisateur) | 97411      | CA Communauté intercommunale du Nord de La Réunion | 142,79           | Fraction : 34 375 (2022) Commune : 156 149 (2022) | 1 094              | modifier les données · modifier les données |
| Canton de Saint-Denis-2             | 97410      |                                                    |                  | 34 375 (2022)                                     |                    | modifier les données                        |

Le canton comprend la partie de la commune de Saint-Denis située à l'ouest d'une ligne définie par l'axe des voies et limites suivantes : depuis le littoral, cours d'eau Ravine-du-Butor, rue Marcel-Pagnol (direction Nord-Ouest), rue du Général-de-Gaulle, rue Jacob, rue Monthyon (direction Ouest), rue du Ruisseau-des-Noirs (direction Nord), rue du Général-de-Gaulle (direction Ouest), rue Gibert-des-Molières (direction Sud), ligne de 2 006 mètres reliant les huit points de longitude et latitude respectives 338400,96/7689713,86, 338341,15/7689699,81, 338160,80/7689523,91, 338081,25/7689296,86, 337962,17/7689130,76, 337757,77/7688492,25, 337778,04/7688122,64, et 337570,97/7688112,67, rivière Saint-Denis (direction Sud-Ouest), segment de 1 139 mètres reliant les deux points de longitude et latitude respectives 336991,90/7679237,00 et 337150,56/7678109,03, jusqu'à la limite territoriale de la commune de La Possession. (Les coordonnées indiquées dans le décret sont en projection géographique légale).

## Démographie
En 2022, le canton comptait 34 375 habitants, en évolution de +6,38 % par rapport à 2016 (La Réunion : +3,33 %, France hors Mayotte : +2,11 %).
| 2013   | 2018   | 2022   |
| ------ | ------ | ------ |
| 31 585 | 32 820 | 34 375 |